# Världscupen i alpin skidåkning 1970/1971
Världscupen i alpin skidåkning 1970/1971 inleddes 13 december 1970 i Sestriere förr herrarna och i Bardonecchia för damerna. Säsongen avslutades 14 mars 1971 i Åre. Vinnare av totala världscupen blev Annemarie Pröll och Gustav Thöni.

## Tävlingskalender

### Herrar
| Lopp | Datum            | Plats                         | Tävling    | Etta                 | Tvåa             | Trea                 |
| 1    | 13 december 1970 | Sestriere, Italien            | störtlopp  | Henri Duvillard      | Bernard Orcel    | Karl Schranz         |
| 2    | 17 december 1970 | Val d'Isère, Frankrike        | storslalom | Patrick Russel       | Jean-Noël Augert | Gustav Thöni         |
| 3    | 20 december 1970 | Val d'Isère, Frankrike        | störtlopp  | Karl Cordin          | Bernard Orcel    | Karl Schranz         |
| 4    | 5 januari 1971   | Berchtesgaden, Västtyskland   | storslalom | Edmund Bruggmann     | Patrick Russel   | David Zwilling       |
| 5    | 6 januari 1971   | Berchtesgaden, Västtyskland   | slalom     | Jean-Noël Augert     | Heinrich Messner | Max Rieger           |
| 6    | 9 januari 1971   | Madonna di Campiglio, Italien | storslalom | Henri Duvillard      | Patrick Russel   | Gustav Thöni         |
| 7    | 10 januari 1971  | Madonna di Campiglio, Italien | slalom     | Gustav Thöni         | Jean-Noël Augert | Patrick Russel       |
| 8    | 16 januari 1971  | Sankt Moritz, Schweiz         | störtlopp  | Walter Tresch        | Bernhard Russi   | Andreas Sprecher     |
| 9    | 17 januari 1971  | Sankt Moritz, Schweiz         | slalom     | Tyler Palmer         | Harald Rofner    | Gustav Thöni         |
| 10   | 18 januari 1971  | Adelboden, Schweiz            | storslalom | Patrick Russel       | Gustav Thöni     | Henri Duvillard      |
| 11   | 24 januari 1971  | Hahnenkamm, Österrike         | slalom     | Jean-Noël Augert     | Alain Penz       | Harald Rofner        |
| 12   | 29 januari 1971  | Megève, Frankrike             | störtlopp  | Jean-Daniel Dätwyler | Bernard Orcel    | Walter Tresch        |
| 13   | 30 januari 1971  | Megève, Frankrike             | slalom     | Jean-Noël Augert     | Gustav Thöni     | Christian Neureuther |
| 14   | 31 januari 1971  | Megève, Frankrike             | störtlopp  | Bernhard Russi       | Franz Vogler     | Michael Dätwyler     |
| 15   | 7 februari 1971  | Mürren, Schweiz               | slalom     |                      |                  |                      |

### Damer

#### Störtlopp
| Datum            | Ort                     | Etta                         | Tvåa                           | Trea                           |
| ---------------- | ----------------------- | ---------------------------- | ------------------------------ | ------------------------------ |
| 12 december 1970 | Bardonecchia (Italien)  | Françoise Macchi (Frankrike) | Annemarie Pröll (Österrike)    | Isabelle Mir (Frankrike)       |
| 19 december 1970 | Val d’Isère (Frankrike) | Isabelle Mir (Frankrike)     | Wiltrud Drexel (Österrike)     | Michèle Jacot (Frankrike)      |
| 20 januari 1971  | Schruns (Österrike)     | Michèle Jacot (Frankrike)    | Françoise Macchi (Frankrike)   | Wiltrud Drexel (Österrike)     |
| 28 januari 1971  | Pra Loup (Frankrike)    | Wiltrud Drexel (Österrike)   | Annemarie Pröll (Österrike)    | Jacqueline Rouvier (Frankrike) |
| 18 februari 1971 | Sugarloaf (USA)         | Annemarie Pröll (Österrike)  | Jacqueline Rouvier (Frankrike) | Isabelle Mir (Frankrike)       |
| 19 februari 1971 | Sugarloaf (USA)         | Annemarie Pröll (Österrike)  | Jacqueline Rouvier (Frankrike) | Annie Famose (Frankrike)       |

#### Storslalom
| Datum            | Ort                       | Etta                         | Tvåa                           | Trea                         |
| ---------------- | ------------------------- | ---------------------------- | ------------------------------ | ---------------------------- |
| 5 januari 1971   | Maribor (YUG)             | Françoise Macchi (Frankrike) | Gertrud Gabl (Österrike)       | Annemarie Pröll (Österrike)  |
| 8 januari 1971   | Oberstaufen (FRG)         | Michèle Jacot (Frankrike)    | Britt Lafforgue (Frankrike)    | Jocelyn Périllat (Frankrike) |
| 12 februari 1971 | Mont Sainte-Anne (Kanada) | Isabelle Mir (Frankrike)     | Jacqueline Rouvier (Frankrike) | Françoise Macchi (Frankrike) |
| 20 februari 1971 | Sugarloaf (USA)           | Michèle Jacot (Frankrike)    | Annemarie Pröll (Österrike)    | Västtyskland (FRG)           |
| 26 februari 1971 | Heavenly Valley (USA)     | Barbara Ann Cochran (USA)    | Karen Budge (USA)              | Isabelle Mir (Frankrike)     |
| 10 mars 1971     | Abetone (Italien)         | Annemarie Pröll (Österrike)  | Michèle Jacot (Frankrike)      | Françoise Macchi (Frankrike) |
| 11 mars 1971     | Abetone (Italien)         | Annemarie Pröll (Österrike)  | Françoise Macchi (Frankrike)   | Gertrud Gabl (Österrike)     |
| 14 mars 1971     | Åre (Sverige)             | Annemarie Pröll (Österrike)  | Marilyn Cochran (USA)          | Gertrud Gabl (Österrike)     |

#### Slalom
| Datum            | Ort                                 | Etta                        | Tvåa                          | Trea                          |
| ---------------- | ----------------------------------- | --------------------------- | ----------------------------- | ----------------------------- |
| 16 december 1970 | Val d’Isère (Frankrike)             | Betsy Clifford (Kanada)     | Florence Steurer (Frankrike)  | Wiltrud Drexel (Österrike)    |
| 4 januari 1971   | Maribor (YUG)                       | Annemarie Pröll (Österrike) | Bernadette Rauter (Österrike) | Barbara Ann Cochran (USA)     |
| 9 januari 1971   | Oberstaufen (FRG)                   | Michèle Jacot (Frankrike)   | Gertrud Gabl (Österrike)      | Jocelyn Périllat (Frankrike)  |
| 14 januari 1971  | Grindelwald (Schweiz)               | Britt Lafforgue (Frankrike) | Michèle Jacot (Frankrike)     | Danièle Debernard (Frankrike) |
| 21 januari 1971  | Schruns (Österrike)                 | Betsy Clifford (Kanada)     | Britt Lafforgue (Frankrike)   | Wiltrud Drexel (Österrike)    |
| 29 januari 1971  | Saint-Gervais-les-Bains (Frankrike) | Annemarie Pröll (Österrike) | Barbara Ann Cochran (USA)     | Västtyskland (FRG)            |
| 4 februari 1971  | Mürren (Schweiz)                    | Britt Lafforgue (Frankrike) | Florence Steurer (Frankrike)  | Danièle Debernard (Frankrike) |
| 13 februari 1971 | Mont Sainte-Anne (Kanada)           | Marilyn Cochran (USA)       | Barbara Ann Cochran (USA)     | Wiltrud Drexel (Österrike)    |
| 24 februari 1971 | Heavenly Valley (USA)               | Barbara Ann Cochran (USA)   | Betsy Clifford (Kanada)       | Annemarie Pröll (Österrike)   |

## Slutställning

### Damer
| Placering | Namn                | Land      | Total Poäng | Störtlopp | Storslalom | Slalom |
| --------- | ------------------- | --------- | ----------- | --------- | ---------- | ------ |
| 1         | Annemarie Pröll     | Österrike | 210         | 70        | 75         | 65     |
| 2         | Michèle Jacot       | Frankrike | 177         | 51        | 70         | 56     |
| 3         | Isabelle Mir        | Frankrike | 133         | 55        | 48         | 30     |
| 4         | Wiltrud Drexel      | Österrike | 124         | 60        | 19         | 45     |
| 5         | Françoise Macchi    | Frankrike | 122         | 56        | 60         | 6      |
| 6         | Britt Lafforgue     | Frankrike | 112         | 0         | 42         | 70     |
| 7         | Jacqueline Rouvier  | Frankrike | 101         | 55        | 42         | 4      |
| 8         | Barbara Ann Cochran | USA       | 90          | 0         | 25         | 65     |
| 9         | Gertrude Gabl       | Österrike | 87          | 0         | 50         | 37     |
| 10        | Betsy Clifford      | Kanada    | 76          | 0         | 6          | 70     |

### Herrar
| Placering | Namn                 | Land         | Total Poäng | Störtlopp | Storslalom | Slalom |
| --------- | -------------------- | ------------ | ----------- | --------- | ---------- | ------ |
| 1         | Gustav Thöni         | Italien      | 155         | 15        | 70         | 70     |
| 2         | Henri Duvillard      | Frankrike    | 135         | 53        | 60         | 22     |
| 3         | Patrick Russel       | Frankrike    | 125         | 0         | 70         | 55     |
| 4         | Jean-Noël Augert     | Frankrike    | 107         | 0         | 32         | 75     |
| 5         | Bernhard Russi       | Schweiz      | 95          | 70        | 25         | 0      |
| 6         | Edmund Bruggmann     | Schweiz      | 94          | 0         | 65         | 29     |
| 7         | David Zwilling       | Österrike    | 86          | 2         | 51         | 33     |
| 8         | Christian Neureuther | Västtyskland | 66          | 0         | 25         | 41     |
| 9         | Bernard Orcel        | Frankrike    | 63          | 60        | 0          | 3      |
| 10        | Tyler Palmer         | USA          | 60          | 0         | 0          | 60     |

### Fotnoter
1. ↑  FIS: Alpine World Cup 1971 men's schedule